# ناصر الروضان
ناصر عبد الله مشاري عبد الله الروضان ولد عام (1950) ، نائب سابق في مجلس الأمة الكويتي ، ووزير كويتي سابق ، وهو ابن النائب والوزير السابق عبد الله مشاري الروضان.

## السيرة السياسية
شارك في انتخابات مجلس الأمة الكويتي 1985 في الدائرة الرابعة، وحصل على المركز الأول برصيد 1072 وفاز بالانتخابات.
عين وزيرا للدولة لشؤون الإسكان في الحكومة الثالثة عشر في عام 1986 ، وعين وزيرا للدولة لشؤون الإسكان في التعديل الوزاري للحكومة الثالثة عشر في عام 1988 ، وفي عام 1990 عين وزيرا للتجارة والصناعة في الحكومة الرابعة عشر ، وعين وزيرا للمالية في عام 1991 في الحكومة الخامسة عشر ، وفي الحكومة السادسة عشر في 1992 عين نائبا ثانيا لرئيس مجلس الوزراء ووزير للمالية والتخطيط ، وعين في عام 1994 نائبا ثانيا لرئيس مجلس الوزراء ووزير للمالية ، وعين في عام 1996 نائبا ثانيا لرئيس مجلس الوزراء ووزير للمالية في الحكومة السابعة عشر ، وفي عام 1998 عين نائبا ثانيا لرئيس مجلس الوزراء ووزيرا للدولة لشؤون مجلس الوزراء في الحكومة الثامنة عشر.